# No-longer-polymers
No-longer-polymers (of de NLP-lijst) is een lijst van (gevaarlijke) stoffen die in 1982, bij de opmaak van de EINECS aangezien werden als polymeren, doch met de verandering van de wetgeving daaromtrent, hun statuut als polymeer verloren. Zij hebben allen een EG-nummer beginnend met een 5..-
Gezien ze echter in 1981 niet werden toegelaten op de EINECS lijst zijn zij ook niet op deze lijst ingeschreven geweest en in principe onderhevig aan een notificatie ELINCS. De bevoegde overheden hebben echter afgesproken om hiervoor geen actie te eisen indien bewijzen kunnen voorgelegd worden door de producent dat deze stoffen in 1981 op de Europese markt waren en door hem werden geproduceerd op dat ogenblik.
Firma's die op dat ogenblik nog geen productie hadden van deze stof dienen dus wel aan te melden indien ze de stof op de Europese markt brengen. 

## Referentie
1. ↑  (en)  31992L0032, Council Directive 92/32/EEC of 30 April 1992 amending for the seventh time Directive 67/548/EEC on the approximation of the laws, regulations and administrative provisions relating to the classification, packaging and labelling of dangerous substances op europa.eu